# Orsk
Orsk (în rusă Орск) este un oraș din Regiunea Orenburg, Federația Rusă și are o populație de 250.963 locuitori. Oraș se află situat la sud de Ural, pe malul râului Ural aproape de granița cu Kazahstan și la ca. 1700 km de Moscova.
A fost fondat ca Orenburg de Ivan Kirillov în 1735, dar până în 1743 „Orenburg” a fost mutat aproximativ 250 km spre vest în locul unde se află în prezent.